# Danmark ved vinter-OL 2010
Danmark deltog i vinter-OL 2010 i Vancouver, Canada. Dette er en liste over deltagende atleter. Team Danmark havde et mål om, at damerne hjemførte en medalje i curling (der var dog ikke specificeret nærmere på karaten) og at herrerne nåede Top 6. Team Danmark mente, at Danmark havde store chancer for at nå Top 8 i ski-cross og snowboard-cross samt Top 10 i 5000 m skøjteløb. Ingen af disse målsætninger blev indfriet.
Det danske OL-holds chef de mission er Jesper Frigast Larsen. Søndag d. 28. februar afsluttede Jonas Thor Olsen legene med 50 km langrend. 

## Kvalificerede atleter

### Alpint skiløb
- Johnny Albertsen, 
  - nr. 53 ud af 64 i styrtløb på 2:00,12 min.
  - nr. 40 ud af 64 i Super-G på 1:35,69 min.
- Markus Kilsgaard
  - blev diskvalificeret i storslalom på grund af udstyrsfejl.
  - stillede ikke op i slalom pga. halsbetændelse.
- Yina Moe-Lange
  - nr. 47 ud af 86 i storslalom på 1:24,68 min.
  - nr. 52 ud af 87 i slalom på 1:01,95 min.

### Curling

#### Damelandsholdet
- Camilla Jensen, 1'er
- Angelina Jensen, skipper og 2'er
- Denise Dupont, 3'er
- Madeleine Dupont, 4'er
- Ane Håkansson Hansen, reserve
  - Fire vundne og fem tabte kampe. Nr. 5 ud af 10 efter de indledende runder.

#### Herrelandsholdet
- Lars Riddermand Vilandt, 1'er
- Bo Jensen, 2'er
- Ulrik Schmidt, skipper og 3'er
- Johnny Frederiksen, 4'er
- Mikkel Adrup Poulsen, reserve
  - To vundne og syv tabte kampe. Delt 8-plads ud af 10 efter de indledende runder.

### Langrend
- Jonas Thor Olsen
  - nr. 76 ud af 95 i 15 km fri på 39:01,8 min.
  - nr. 55 ud af 64; kom en omgang bagefter (Lapped) før de 18,75 km i 30 km jagtstart.
  - nr. 48 ud af 55 (sidst af de, der gennemførte) i 50 km klassisk på 2:25:00,9 timer

### Ski Cross
- Sophie Fjellvang-Sølling
  - slået ud i 1/8-finalen (heat 6) med en samlet 21.-plads ud af 35. Bedste tid var 1:20,41 min.

### Skiskydning
- Øystein Slettemark,  Grønland
  - nr. 86 ud af 88 i 10 km sprint på 30:55,8 min.
  - nr. 88 ud af 88 i 20 km individuel på 1:01:12,9 min.

### Hurtigløb på skøjter
- Cathrine Grage
  - nr. 27 ud af 28 i 3000 m på 4:20,93 min.
  - nr. 14 ud af 16 i 5000 m på 7:23,83 min.

### Snowboard-cross
- Julie Wendel Lundholdt
  - slået ud i kvartfinalen (QF4) med en samlet 15.-plads ud af 22. Bedste tid var 1:31,29 min.